# Dampfturbinenlokomotive

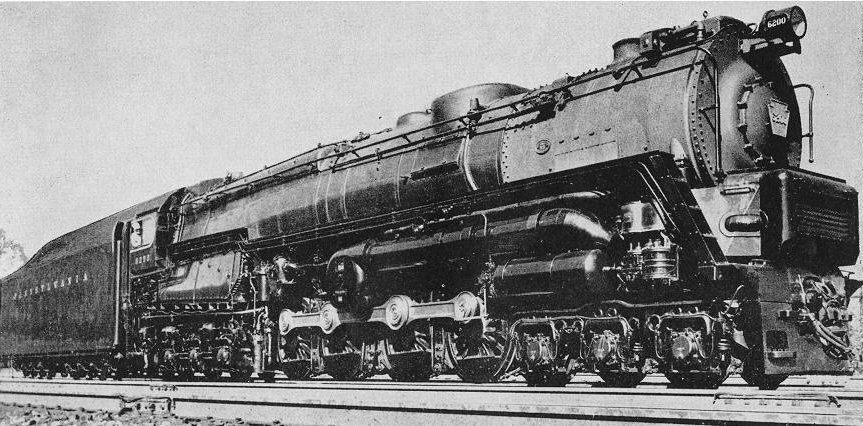
PRR S 2, eine Auspuff-Dampfturbinenlokomotive

Eine Dampfturbinenlokomotive ist eine besondere Bauform einer Dampflokomotive. Eine erste von einer Dampfturbine angetriebene Lokomotive wurde 1907 entwickelt. Bis 1954 folgten 26 Maschinen.
Mit der Dampfturbinenlokomotive versuchte man eine höhere Wirtschaftlichkeit des Dampfantriebes zu erreichen. 

## Konstruktion
Die Nutzung einer Dampfturbine als Antrieb einer Dampflokomotive versprach eine höhere Wirtschaftlichkeit unter Beibehaltung der oberen Druck- und Temperaturgrenze eines normalen Dampfkessels. Durch den Einsatz eines Kondensators konnte dabei das Druckgefälle in der Dampfkraftanlage bis in die Nähe des Vakuums gerückt werden. Einsparungen von bis zu 30 % Dampf bzw. Brennstoff wurden errechnet. Dazu kam noch, dass die Turbine günstig auf der Lokomotive untergebracht werden konnte. Durch die Konstruktion konnten alle dampfberührten Teile des Fahrzeugs schmierungs- und reinigungsfrei konstruiert werden. Der geschlossene Wasserkreislauf führte zu kesselsteinfreiem Speisewasser, und die Wasserverluste im System waren äußerst gering.
Bei der Kraftübertragung gab es verschiedene Möglichkeiten. Bei einer mechanischen Kraftübertragung war zusätzlich eine Rückwärtsturbine oder ein Wendegetriebe erforderlich. Um wirtschaftlich nutzbare Drehzahlen zu erreichen, mussten entsprechende Reduziergetriebe eingesetzt werden.
Günstiger war deshalb eine elektrische Kraftübertragung. Hierbei trieb die Turbine einen Generator an. Die elektrische Energie wurden dann mittels Elektromotoren auf die Räder übertragen. Diese Bauform bedingte jedoch eine größere Masse, außerdem war der Wirkungsgrad geringer.
Nachteilig wirkte sich aus, dass eine Turbine am besten bei einer konstanten Drehzahl arbeitet. Diese Anforderung deckte sich jedoch in den wenigsten Fällen mit dem Einsatzprofil einer Lokomotive. So konnten die Dampfturbinenlokomotiven nur im Langstreckendienst überzeugen. Dazu kam noch der höhere Wartungsaufwand der komplizierten Maschinen.
Durch verbesserte Turbinen konnte gegen Ende der Entwicklung der Dampfturbinenlokomotive auf die Kondensation verzichtet werden. Damit fiel der Nachteil der platz- und unterhaltungsaufwändigen Konstruktion weg. Eine Weiterentwicklung dieser Technik unterblieb jedoch mit dem Aufkommen der Dieselloks.

## Geschichte

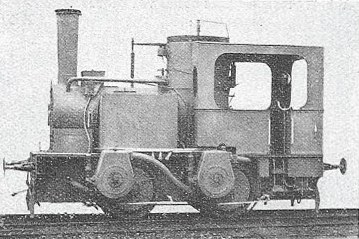
Dampfturbinenlokomotive von Belluzzo 1908

Der italienische Professor Giuseppe Belluzzo entwickelte 1908 die erste Dampfturbinenlokomotive. Bei dieser als Rangierlokomotive verwendeten Maschine trieben vier strömungstechnisch nacheinander geschaltete Dampfturbinen die Lokomotivräder direkt an. Die Leistung der Lokomotive konnte noch nicht befriedigen. Belluzzo verbesserte deshalb seinen Entwurf, der 1931 zu einer von Breda gefertigten Maschine führte.
Ein weiterer Vorläufer für die Dampfturbinenlokomotive war die von dem elsässischen Ingenieur und Erfinder Jean-Jacques Heilmann propagierte Dampf-elektrische Lokomotive, deren Entwicklung er seit 1884 betrieb. Die erste dieser Lokomotiven mit einer Zweizylinder-Verbund-Dampfmaschine und Elektromotor-Fahrwerk mit der Achsfolge Do’Do’ wurde 1892/93 gefertigt. Die elektrische Ausrüstung lieferte Brown, Boveri & Cie.  1897 stellte er die zweite Lokomotive, genannt 8001, auf einer Fahrt von Bahnhof Paris Saint-Lazare nach Mantes vor. Sie war von der französischen Westbahn in Auftrag gegeben worden.

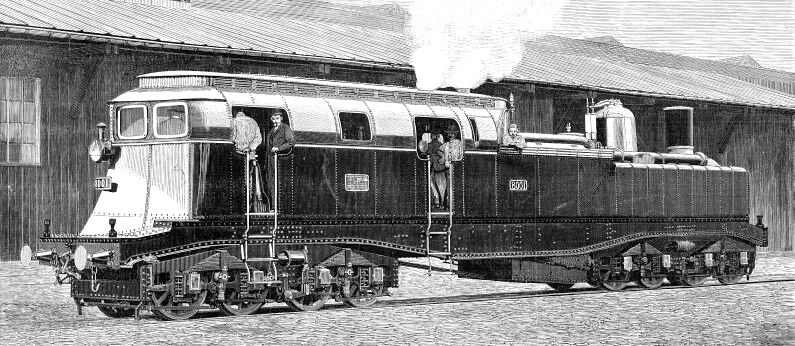
Dampf-elektrische Lokomotive Nr. 8001 von 1897

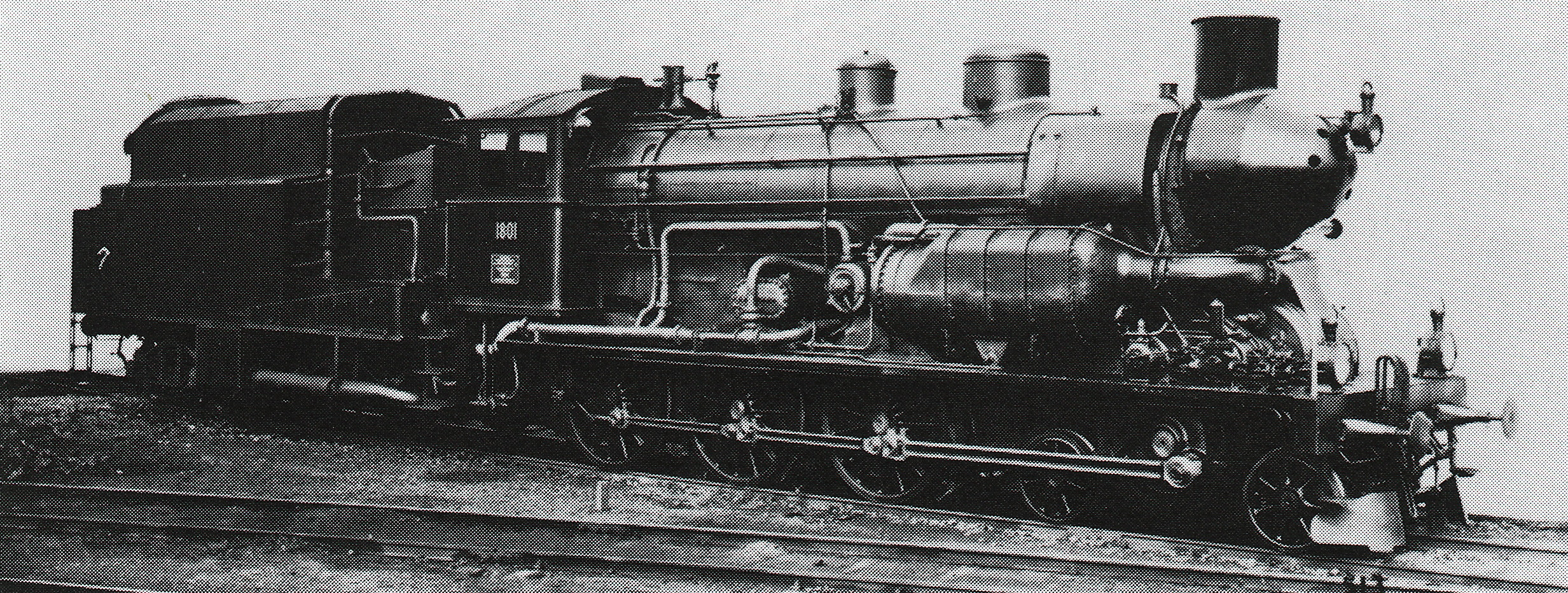
Dampfturbinenlokomotive von Zoelly

Einen ähnlichen Weg beschritten die britischen Ingenieure Hugh Reid und Ramsay 1910. Sie koppelten an die Dampfturbine einen Generator für Gleichstrom, der den elektrischen Strom für vier Reihenschlussmotoren lieferte. Diese Bauart wurde von Ramsay weiterentwickelt, und 1922 wurde bei Armstrong, Whitworth & Co. eine Probelokomotive gebaut. James Mac Leod und Hugh Reid entwarfen die 1924 vorgestellte Dampfturbinenlokomotive mit mechanischer Kraftübertragung. Die komplizierte Konstruktion bewährte sich jedoch nicht.
Erfolgreicher war da die Konstruktion des schwedischen Ingenieurs Fredrik Ljungström. Bei seiner 1921 vorgestellten Lokomotive wurden der Kondensator und der Rückkühler zu einem ohne Verdunstung arbeitenden Luftkühler vereinigt. Aufgrund der Konstruktion musste die Turbine gemeinsam mit Kühler im hinteren Fahrzeugteil angeordnet und der Frischdampf durch das Führerhaus zur Turbine geleitet werden. Bei einem Umbau wurde die Lokomotive mit einer Vorwärmertrommel im Bereich der Rauchkammer ausgestattet. Auf der Basis dieser Konstruktion wurde 1923 eine Lokomotive für die argentinische Eisenbahn sowie 1926 eine bei Beyer-Peacock gefertigt. Die Schwedische Staatsbahn bestellte 1927 noch ein einzelnes Exemplar einer Ljungström-Dampfturbinenlok.
Weitgehend zeitgleich arbeitete in der Schweiz Heinrich Zoelly an einer Dampfturbinenlokomotive. Bei Zoelly war der Oberflächenkondensator direkt hinter der vornliegenden Dampfturbine untergebracht. Der Rückkühler fand auf dem Tender Platz. Als Versuchslokomotive wurde eine Lokomotive der Reihe B 3/4 1920 umgebaut. Basierend auf den Patenten von Zoelly konstruierte Krupp 1924 eine Dampfturbinenlokomotive für die Deutsche Reichsbahn. Zeitgleich erhielt auch Maffei einen solchen Auftrag. Die Reichsbahn unterzog die als T 18 bezeichneten Lokomotiven einem intensiven Erprobungsprogramm. Der Ausbruch des Zweiten Weltkrieges verhinderte jedoch eine Weiterentwicklung der Konstruktion.

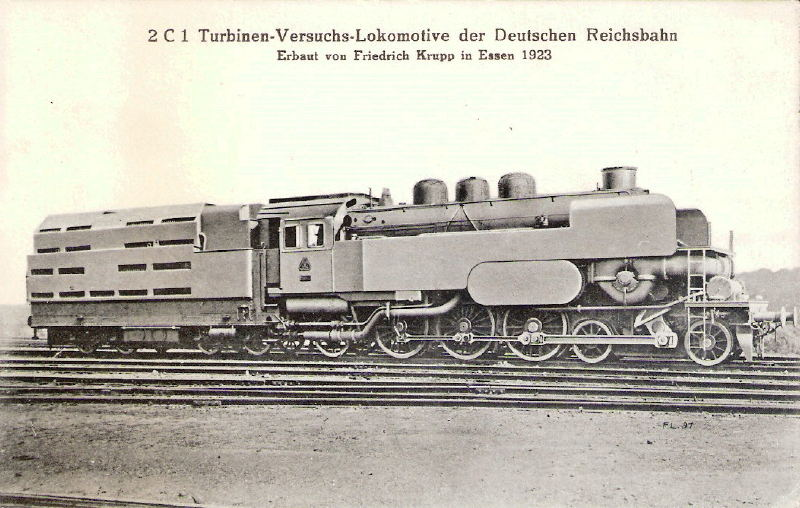
Krupp Dampfturbinenlokomotive T18.1001 im Originalzustand 1923

Ebenfalls Mitte der 1920er Jahre versah Henschel eine Lokomotive der Preußischen P 8  mit einem Triebtender mit einer Dampfturbine der Bauart Zoelly, Betriebsnummer DR T 38 3255. Die hohen Wartungsaufwendungen versprachen keinen wirtschaftlichen Dauerbetrieb. Basierend auf den guten Ergebnissen der T 18 war der Bau von Schlepptender-Stromlinienlokomotiven vorgesehen. Die bei Krupp im Bau befindlichen 1'D2'-Lokomotiven der geplanten Baureihe T 09 gingen jedoch 1943 bei Luftangriffen verloren.
Die weitere Verbesserung der Turbinentechnik machte eine Verwendung der aufwändigen Kondensation unnötig. So wurde der Abdampf nach Verlassen der Turbinen als Auspuff ausgestoßen. Erstmals wurde dies 1932 bei einer von Breda umgebauten Lokomotive erprobt. Die Maschine war jedoch eine Fehlkonstruktion.
Die zur gleichen Zeit bei Nydquist & Holm durch die Trafikaktiebolaget Grängesberg-Oxelösunds Järnvägar (TGOJ) in Auftrag gegebene Lokomotive bewährte sich dagegen hervorragend, sodass 1936 zwei weitere Lokomotiven nachbestellt wurden. Die als Reihe Mt3 bezeichneten Maschinen waren bis 1954 im Einsatz. Die Lokomotive Nr. 71 befindet sich im Eisenbahnmuseum Grängesberg und gilt als einzige noch fahrbereite Dampfturbinenlokomotive. Dieser Erfolg veranlasste die London, Midland and Scottish Railway (LMS), eine eigene Auspuff-Dampfturbinenlokomotive zu entwickeln. Die Lokomotive war bis 1944 im Einsatz. Eine Weiterentwicklung wurde wegen des Aufkommens der Diesellokomotiven verworfen.

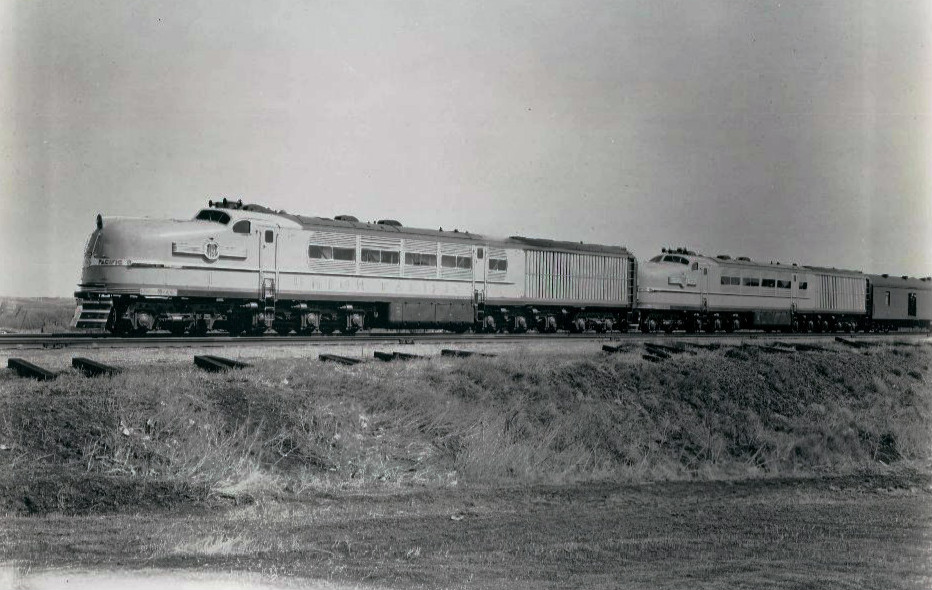
Dampfturbinenlokomotiven der Union Pacific Railroad 1939 von General Electric

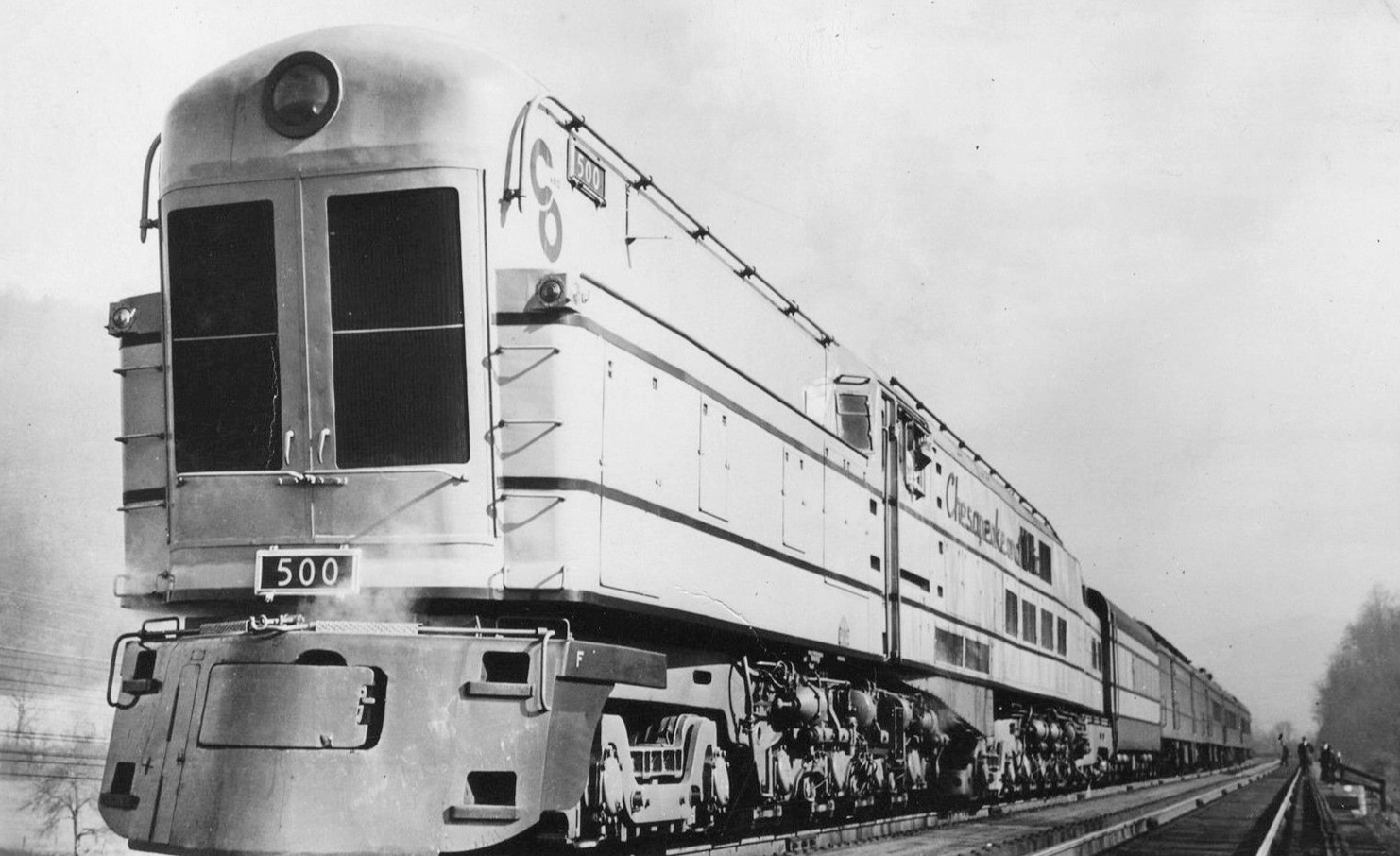
Dampf-elektrische Lokomotive der Chesapeake and Ohio Railway

Das französische Unternehmen Schneider et Cie. lieferte 1941 an die SNCF die Lokomotive der Baureihe 232 Q 1. Die Maschine besaß drei Dampfturbinen, die jeweils eine Achse über eine Hohlwelle und einen Federtopfantrieb antrieben. Die Konstruktion konnte nicht befriedigen, und 1944 wurde die Lokomotive durch Kriegseinwirkung zerstört.
Auch die amerikanische Pennsylvania Railroad ließ bei Baldwin eine Auspuff-Dampfturbinenlokomotive mit mechanischer Kraftübertragung entwickeln. Die 1944 ausgelieferte Lokomotive bewährte sich vor allem im Güter- und schweren Schnellzugdienst. Bei Geschwindigkeiten unter 50 km/h kam es jedoch vielfach zu Stehbolzenbrüchen auf Grund des überdimensionalen Dampfverbrauches und des damit verbundenen Druckabfalles. Die Lokomotive wurde nach einem Turbinenschaden 1949 ausgemustert.
Erfolgversprechender als die Lokomotiven mit mechanischer Kraftübertragung waren Konstruktionen mit elektrischem Antrieb. Die Union Pacific Railroad beauftragte deshalb General Electric mit dem Bau von zwei solchen Maschinen. Die 1938 ausgelieferten zwei Lokomotiven besaßen eine den Diesellokomotiven von EMD ähnliche Verkleidung. Die Lokomotiven besaßen einen Hochdruck-Zwangsumlaufkessel mit Ölfeuerung. Die mehrstufigen Turbinen arbeiteten auf ein gemeinsames Getriebe sowie anschließend auf zwei hintereinander angeordnete Generatoren. Die Lokomotiven wurden nach einer Erprobungsphase 1942 an General Electric zurückgegeben, wo sie zum Kriegsende verschrottet wurden.
Die Chesapeake and Ohio Railway und die Norfolk and Western Railway versuchten als Kohletransportbahnen eine Alternative zu den ölverbrennenden Diesellokomotiven zu finden. Sie gaben deshalb entsprechende Dampfturbinenlokomotiven mit elektrischer Kraftübertragung in Auftrag. 1947 und 1948 lieferte Baldwin an die C&O drei Lokomotiven als C&O-Klasse M-1 aus. Die Lokomotiven verbrauchten jedoch mehr Kohle als herkömmliche Maschinen und waren zudem in der Unterhaltung aufwändiger. So wurden sie bereits 1950 wieder verschrottet.

Die Norfolk and Western erhielt 1954 von Baldwin-Lima-Hamilton eine Dampflokomotive mit einem Dampfturbinen-Generator und elektrischem Einzelachsantrieb in der Achsfolge (Co’Co’)(Co’Co’) als Klasse TE1. Die Konstruktion war an die C&O-Maschine angelehnt und konnte funktional weitgehend überzeugen. Jedoch blieb die als „Jawn Henry“ bezeichnete Lokomotive ein Einzelstück und wurde am 31. Dezember 1957 außer Betrieb genommen.

## Übersicht über die hergestellten Dampfturbinenlokomotiven
| Bezeichnung                                                    | Baujahr   | Hersteller                                    | Bemerkung                                       |
| -------------------------------------------------------------- | --------- | --------------------------------------------- | ----------------------------------------------- |
| Belluzzo-Dampfturbinenlokomotive                               | 1908      | Officine Meccaniche                           | Bauart Belluzzo                                 |
| Reid-Ramsay-Dampfturbinenlokomotive                            | 1909      | North British Locomotive Company              | Dampf-elektrische Lokomotive Bauart Reid-Ramsay |
| SBB Nr. 1801                                                   | 1921      | Schweizerische Lokomotiv- und Maschinenfabrik | Bauart Zoelly                                   |
| Ljungström-Dampfturbinenlokomotive                             | 1921      | Nydqvist & Holm                               | Bauart Ljungström                               |
| Armstrong-Whitworth-Dampfturbinenlokomotive                    | 1922      | Armstrong-Whitworth                           | Bauart Ramsay                                   |
| Mac Leod-Reid-Dampfturbinenlokomotive                          | 1923      | North British Locomotive Company              | Bauart Mac Leod-Reid                            |
| T 18 1001                                                      | 1924      | Friedrich Krupp AG                            | Bauart Zoelly                                   |
| Dampfturbinenlokomotive der Ferrocarril Provincial de Santa Fe | 1925      | Nydquist & Holm                               | Bauart Ljungström                               |
| Beyer-Ljungström-Dampfturbinenlokomotive                       | 1926      | Beyer-Peacock                                 | Bauart Ljungström                               |
| T 18 1002                                                      | 1926      | J.A. Maffei                                   | Bauart Ljungström                               |
| SJ Å (II) Nr. 1474                                             | 1927      | Nydquist & Holm                               | Bauart Ljungström                               |
| DR T 38 3255                                                   | 1928      | Henschel & Sohn                               | Triebtender Bauart Zoelly                       |
| TGOJ M3t Nr. 71 bis 73                                         | 1930–1936 | Nydquist & Holm                               | Auspuff-Dampfturbine                            |
| Belluzzo-Breda-Dampfturbinenlokomotive                         | 1931      | Breda                                         | Bauart Belluzzo                                 |
| FS 685.410                                                     | 1932      | Officine Meccaniche                           | Auspuff-Dampfturbine                            |
| LMS Nr. 6202                                                   | 1935      | LMS Crewe Works                               | Auspuff-Dampfturbine                            |
| SNCF 232 Q 1                                                   | 1938      | Schneider et Cie.                             | Auspuff-Dampfturbine                            |
| UP Nr. 1 und 2                                                 | 1938      | General Electric                              | Dampf-elektrische Lokomotive                    |
| PRR-Klasse S2 Nr. 6200                                         | 1944      | Baldwin Locomotive Works                      | Auspuff-Dampfturbine                            |
| C&O-Klasse M-1 Nr. 500 bis 502                                 | 1947      | Baldwin Locomotive Works                      | Dampf-elektrische Lokomotive                    |
| N&W-Klasse TE1                                                 | 1954      | Baldwin-Lima-Hamilton                         | Dampf-elektrische Lokomotive                    |